# Fanny Blankers-Koen Games

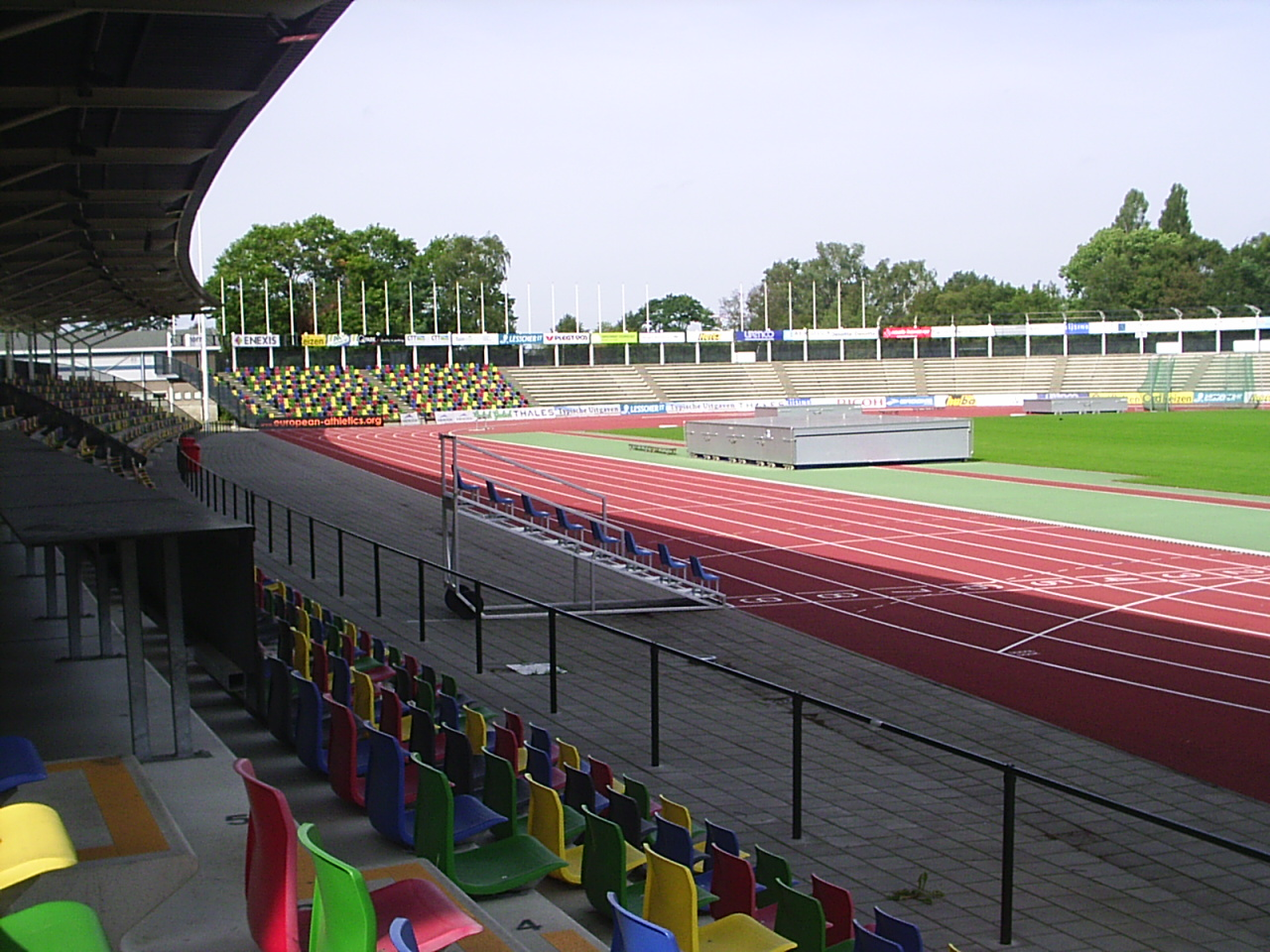
Interior do estádio FBK

O Fanny Blankers-Koen Games (FBK Games) é um evento a nível internacional de atletismo, realizado anualmente em Hengelo, Países Baixos, desde 1981. Faz parte atualmente da IAAF World Challenge e é sediado no Fanny Blankers-Koen Stadion, em regra acontece sempre em maio ou agosto.
O evento é uma homenagem a neerlandesa, tetracampeã olímpica, Fanny Blankers-Koen, o maior nome do atletismo dos Países Baixos.